# Красноголовый трупиал
Красноголовый трупиал (лат. Amblyramphus holosericeus) — вид воробьинообразных птиц из семейства трупиаловых (Icteridae), выделяемый в монотипическский род Amblyramphus. Обитает на болотах Южной Америки.

## Распространение
Представители распространены на юге Бразилии, в Парагвае (кроме северо-запада страны), Уругвае и на северо-востоке Аргентины. Обособленная популяция существует на севере Боливии. Встречаются на высоте до 600 метров над уровнем моря (в Боливии). Характерное для красноголового трупиала местообитание — небольшие плавни на болотах.

## Внешний вид
Длина тела — 24 см. Клюв длинный, тонкий и острый. У молодых птиц оперение полностью чёрное, но по мере взросления на груди и горле появляются рыже-красные пятна, которые постепенно приобретают более интенсивный цвет и распространяются на голову и шею. Кроме того, в рыже-красный цвет у взрослых птиц окрашены бёдра.

## Поведение
Красноголовые трупиалы обычно живут парами (самец с самкой) и никогда не образуют настоящих стай. Песня самцов этого вида громкая, чистая и мелодичная: звонкое «клиир-клиир-клюр, клюлюлюлю». Голосовые сигналы во многом сходны с песней.